# Persone di nome Sharon
| Questa pagina contiene informazioni ricavate automaticamente dalle voci biografiche con l'ausilio del template Bio e di un bot. L'aggiornamento è periodico e automatico e ricostruisce completamente la pagina. Se manca una persona in questa lista, sei pregato di non aggiungerla, ma accertati piuttosto che la sua voce biografica contenga il template Bio e che i dati anagrafici siano correttamente compilati. Se il template Bio manca, inseriscilo tu stesso o, in alternativa, metti l'avviso {{tmp\|Bio}} che ne segnala la mancanza. Se i dati riportati sono sbagliati, correggi direttamente la voce biografica; le modifiche saranno visibili in questa lista entro pochi giorni. Per chiarimenti vedi il progetto antroponimi. La lista contiene solo le 75 persone che sono citate nell'enciclopedia e per le quali è stato implementato correttamente il template Bio. Pagina aggiornata al 16 ott 2024. |

Questa è una lista di persone presenti nell'enciclopedia che hanno il prenome Sharon, suddivise per attività principale.

## Allenatori di pallacanestro(1)
- Sharon Drucker, allenatore di pallacanestro e ex cestista israeliano (Petah Tiqwa, n. 1967)

## Archeologhe(1)
- Sharon Stocker, archeologa statunitense (La Grange)

## Atlete paralimpiche(1)
- Sharon Rackham, ex atleta paralimpica australiana (Tongatapu, n. 1974)

## Attrici(20)
- Sharon Angela, attrice, sceneggiatrice e regista statunitense (n. 1961)
- Sharon Benson, attrice e cantante inglese
- Ruth Bradley, attrice irlandese (Dublino, n. 1987)
- Sharon Case, attrice statunitense (Detroit, n. 1971)
- Sharon Duncan-Brewster, attrice britannica (Londra, n. 1976)
- Sharon Farrell, attrice statunitense (Sioux City, n. 1940 - † 2023)
- Sharon Gless, attrice statunitense (Los Angeles, n. 1943)
- Sharon Gusberti, attrice e ex modella italiana (Milano, n. 1964)
- Sharon Hacohen, attrice israeliana (Kiryat Tivon, n. 1964)
- Sharon Horgan, attrice, scrittrice e produttrice cinematografica irlandese (Londra, n. 1970)
- Sharon Jordan, attrice statunitense (Fontana, n. 1960)
- Sharon Lawrence, attrice e ballerina statunitense (Charlotte, n. 1961)
- Sharon Leal, attrice e cantante statunitense (Tucson, n. 1972)
- Sharon Lynn, attrice statunitense (Weatherford, n. 1901 - Hollywood, † 1963)
- Sharon McNight, attrice, cantante e cabarettista statunitense
- Sharon Rooney, attrice britannica (Glasgow, n. 1988)
- Sharon Small, attrice scozzese (Glasgow, n. 1967)
- Sharon Stone, attrice, produttrice cinematografica e ex modella statunitense (Meadville, n. 1958)
- Sharon Tate, attrice statunitense (Dallas, n. 1943 - Los Angeles, † 1969)
- Sharon Warren, attrice statunitense (Opelika, n. 1975)

## Attrici pornografiche(2)
- Sharon Kane, attrice pornografica e regista statunitense (n. 1956)
- Sharon Mitchell, ex attrice pornografica statunitense (New Jersey, n. 1956)

## Bassiste(1)
- Share Pedersen, bassista statunitense (Glencoe, n. 1963)

## Cantanti(7)
- Sharon D. Clarke, cantante e attrice britannica (Londra, n. 1966)
- Dana International, cantante israeliana (Tel Aviv, n. 1969)
- Sharon Cuneta, cantante e attrice filippina (Pasay, n. 1966)
- Sharon Doorson, cantante olandese (Utrecht, n. 1987)
- Sharon Jones, cantante statunitense (Augusta, n. 1956 - Cooperstown, † 2016)
- Sharon Redd, cantante statunitense (Norfolk, n. 1945 - Contea di Westchester, † 1992)
- Sharon Robinson, cantante statunitense (San Francisco, n. 1958)

## Cantautrici(6)
- Sharon Corr, cantautrice, musicista e compositrice irlandese (Dundalk, n. 1970)
- Jackie DeShannon, cantautrice statunitense (Hazel, n. 1941)
- Sharon Marley, cantautrice giamaicana (Kingston, n. 1964)
- Sharon O'Neill, cantautrice neozelandese (Nelson, n. 1952)
- Sharon Van Etten, cantautrice e attrice statunitense (Clinton, n. 1981)
- Sharon den Adel, cantautrice e stilista olandese (Waddinxveen, n. 1974)

## Cavallerizze(1)
- Sharon Hunt, cavallerizza britannica (Bury St Edmunds, n. 1977)

## Cestiste(6)
- Sharon Amiet, ex cestista australiana (Korumburra, n. 1957)
- Sharon Baglieri, ex cestista e allenatrice di pallacanestro italiana (Ragusa, n. 2000)
- Sharon Douglas, ex cestista canadese (Brandon, n. 1960)
- Sharon Manning, ex cestista e allenatrice di pallacanestro statunitense (Emporia, n. 1969)
- Sharon Thompson, ex cestista e allenatrice di pallacanestro statunitense (Geiger, n. 1976)
- Sharon Zeevi, ex cestista israeliana (Ramat Gan, n. 1978)

## Cestisti(1)
- Sharon Shason, ex cestista israeliano (Tel Aviv, n. 1978)

## Clarinettiste(1)
- Sharon Kam, clarinettista israeliana (Israele, n. 1971)

## Compositrici(1)
- Sharon Sheeley, compositrice statunitense (Los Angeles, n. 1940 - Los Angeles, † 2002)

## Geologhe(1)
- Sharon A. Hill, geologa e scrittrice statunitense (n. 1970)

## Insegnanti(1)
- Christa McAuliffe, insegnante statunitense (Boston, n. 1948 - Cape Canaveral, † 1986)

## Maratonete(2)
- Sharon Cherop, maratoneta keniota (n. 1984)
- Sharon Lokedi, maratoneta keniota (n. 1994)

## Mezzofondiste(1)
- Sharon Firisua, mezzofondista e siepista salomonese (Auki, n. 1993)

## Modelle(4)
- Sharon Brown, modella statunitense (Webster Parish, n. 1943)
- Sharon Clark, modella e attrice statunitense (Seminole, n. 1943)
- Sharon Luengo, modella venezuelana (Maracaibo, n. 1971)
- Sharon Ritchie, ex modella statunitense (n. 1937)

## Musiciste(1)
- Sharon Shannon, musicista irlandese (Corofin, n. 1968)

## Nuotatrici(4)
- Sharon Finneran, ex nuotatrice statunitense (New York, n. 1946)
- Sharon van Rouwendaal, nuotatrice olandese (Baarn, n. 1993)
- Sharon Stouder, nuotatrice statunitense (Altadena, n. 1948 - † 2013)
- Sharon Wichman, ex nuotatrice statunitense (Detroit, n. 1952)

## Poetesse(1)
- Sharon Olds, poetessa statunitense (San Francisco, n. 1942)

## Politiche(3)
- Sharon Bowles, politica britannica (Oxford, n. 1953)
- Sharon Ellul-Bonici, politica maltese
- Sharon Pratt, politica statunitense (Washington, n. 1944)

## Produttrici discografiche(1)
- Sharon Osbourne, produttrice discografica e personaggio televisivo britannica (Londra, n. 1952)

## Registe(1)
- Sharon Maguire, regista britannica (Aberystwyth, n. 1960)

## Schermitrici(1)
- Sharon Monplaisir, ex schermitrice statunitense (New York, n. 1960)

## Scrittrici(2)
- Sharon Bolton, scrittrice inglese (Lancashire, n. 1960)
- Sharon Creech, scrittrice statunitense (South Euclid, n. 1945)

## Tenniste(2)
- Sharon Fichman, tennista canadese (Toronto, n. 1990)
- Sharon Walsh, tennista statunitense (San Francisco, n. 1952)

## Veliste(1)
- Sharon Kantor, velista israeliana (Avihayil, n. 2003)